# Nuova A.M.G. Sebastiani Basket Rieti 2005-2006
La NSB Rieti nella stagione 2005-2006 ha partecipato al campionato nazionale di Legadue.

## Risultati ottenuti
- Stagione regolare: 5º posto
- Play off: finalista

## Roster
| N° | Naz.                   | Ruolo | Sportivo                                  | Anno | Alt. | Peso |
| -- | ---------------------- | ----- | ----------------------------------------- | ---- | ---- | ---- |
| 4  | Italia (bandiera)      | P     | Cristiano Fazzi                           | 1972 | 184  | 74   |
| 5  | Italia (bandiera)      | P     | Bruno Lábaque (dal 28/04/2006)            | 1977 | 185  | 85   |
| 6  | Italia (bandiera)      | P     | Agustin Oscar Davico                      | 1986 | 184  | 80   |
| 7  | Italia (bandiera)      | AP    | Fabio Zanelli (dal 22/02/2006)            | 1976 | 196  | 88   |
| 8  | Italia (bandiera)      | G     | Guido Rosselli                            | 1983 | 198  | 100  |
| 9  | Stati Uniti (bandiera) | AP    | Thomas Mobley                             | 1981 | 195  | 100  |
| 10 | Italia (bandiera)      | AG    | Roberto Feliciangeli                      | 1974 | 203  | 97   |
| 11 | Regno Unito (bandiera) | C     | Chris Pearson                             | 1979 | 208  | 108  |
| 12 | Italia (bandiera)      | P     | Mike Wiatre (dal 24/02/2006)              | 1976 | 187  | 85   |
| 12 | Italia (bandiera)      | C     | Donzel Rush (dal 10/03/2006)              | 1974 | 206  | 106  |
| 15 | Stati Uniti (bandiera) | AG    | Marcus Melvin                             | 1982 | 203  | 110  |
| 17 | Italia (bandiera)      | C     | Emanuele Rossi                            | 1982 | 206  | 107  |
| 20 | Italia (bandiera)      | AG    | Fernando Cavagna                          | 1978 | 200  | 100  |
|    | Polonia (bandiera)     | AG    | Wojciech Barycz (dal 03/02 al 10/03/2006) | 1984 | 208  | 106  |
|    | Italia (bandiera)      | G     | Marco Evangelisti (fino al 02/03/2006)    | 1984 | 198  | 79   |
|    | Italia (bandiera)      | P     | Matt Santangelo (fino al 15/02/2006)      | 1977 | 186  | 80   |

## Staff tecnico
- Allenatore: Maurizio Lasi
- Assistente: Walter Magnifico
- Preparatore atletico: Giuseppe Annino
- Medico: Gioberto Costini
- Massaggiatore: Luigi Cerasa

## Società
- Presidente: Gaetano Papalia
- General manager: Antonello Riva
- Procuratore generale: Giuliano Colarieti
- Team manager: Domenico Zampolini